# Río Cachapoal
Río Cachapoal är ett vattendrag i Chile.   Det ligger i regionen Región de O'Higgins, i den södra delen av landet, 120 km sydväst om huvudstaden Santiago de Chile. Río Cachapoal ligger vid sjön Lago Rapel.
Omgivningen kring Río Cachapoal består till största delen av jordbruksmark. Området är  ganska tätbefolkat, med 67 invånare per kvadratkilometer.